# 3473 Sapporo
3473 Sapporo eller A924 EG är en asteroid i huvudbältet, som upptäcktes 7 mars 1924 av den tyske astronomen Karl Wilhelm Reinmuth i Heidelberg. Den har fått sitt namn efter den japanska staden Sapporo.
Asteroiden har en diameter på ungefär 17 kilometer.